# Bartosz Salamon
Bartosz Salamon (ur. 1 maja 1991 w Poznaniu) – polski piłkarz występujący na pozycji obrońcy w polskim klubie Lech Poznań, reprezentant Polski, uczestnik Mistrzostw Europy 2016 a także Mistrzostw Europy 2024.

## Kariera klubowa

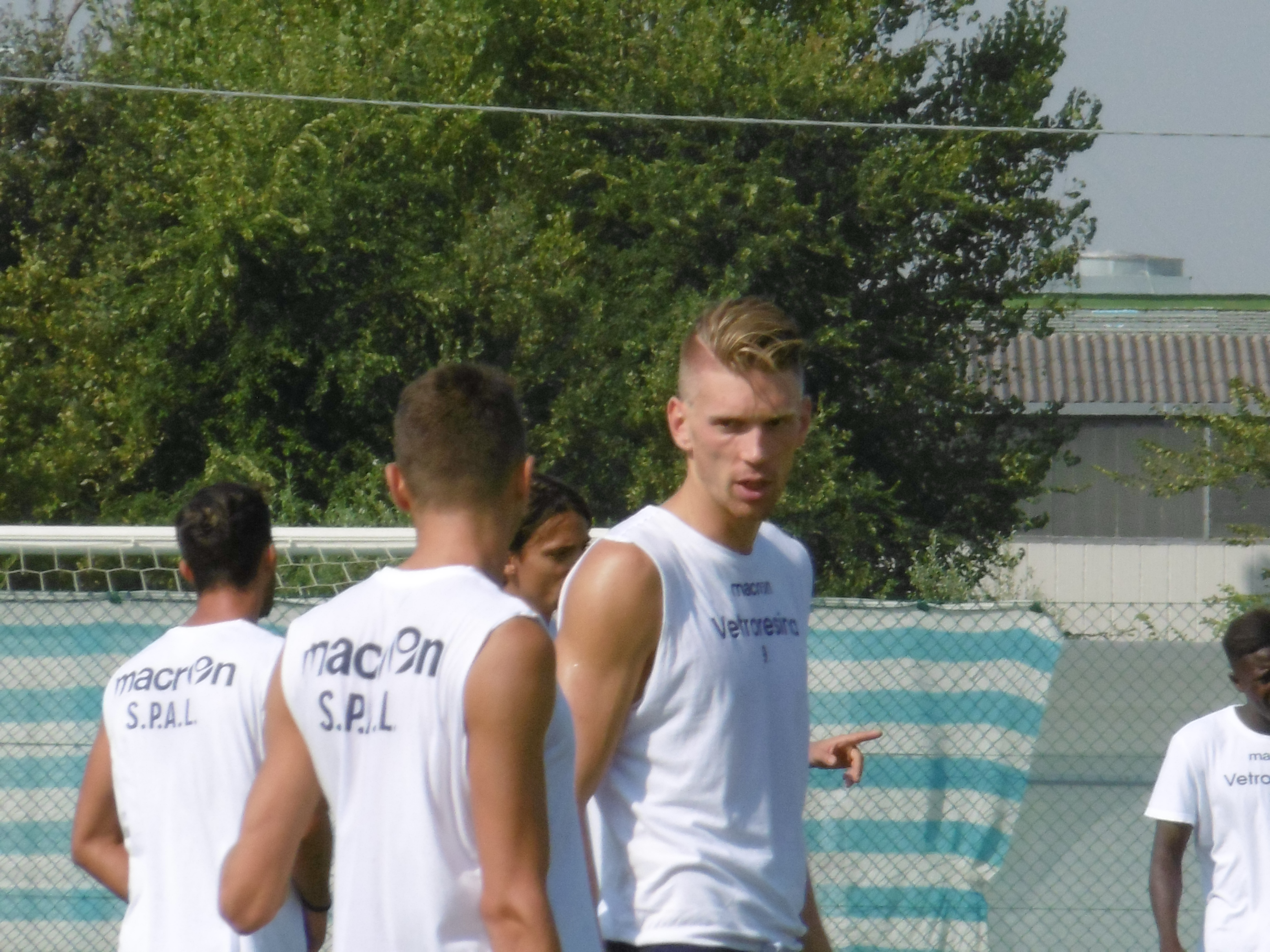
Salamon podczas treningu w barwach SPAL.

Bartosz Salamon swoją karierę piłkarską rozpoczynał w wieku ośmiu lat, w klubie Concordia Murowana Goślina, skąd w 2004 przeniósł się do akademii Lecha Poznań. W poznańskim klubie przeszedł z czasem przez wszystkie szczeble juniorskie i został włączony do składu drugiego zespołu. W 2007 podpisał profesjonalny kontrakt z włoskim, drugoligowym klubem Brescia Calcio. W Serie B zadebiutował 3 maja 2008, dwa dni po swoich 17. urodzinach, gdy wszedł na boisku w 67. minucie wygranego spotkania z Modeną. 9 sierpnia w wygranym 1-0 spotkaniu z Ravenna rozegranym w ramach Pucharu Włoch zdobył swojego pierwszego gola dla Brescii. Przed sezonem 2010/2011 został wypożyczony na rok do trzecioligowej Foggi. W tymże klubie rozegrał 27 spotkań, w których strzelił 2 bramki. Po zakończeniu sezonu powrócił do Brescii i jeszcze przez następne dwa sezony był jej podstawowym zawodnikiem. Łącznie w barwach Brescia Calcio, Polak rozegrał 65 spotkań. Strzelił w nich 5 bramek i zanotował 3 asysty. 31 stycznia 2013 na mocy czteroipółletniej umowy został zawodnikiem Milanu, jednak nie zdołał zadebiutować w oficjalnym meczu tej drużyny. Przed sezonem 2013/2014 przeszedł na zasadzie współwłasności do Sampdorii, gdzie 23 marca 2014, w meczu z Hellasem Verona, zadebiutował w Serie A. 1 września 2014 został, na sezon 2014/2015, wypożyczony do drugoligowej Pescary. W tym zespole, Salamon rozegrał łącznie 37 spotkań i strzelił jedną bramkę. 31 sierpnia, podpisując 5-letni kontrakt, został zawodnikiem drugoligowego klubu, Cagliari Calcio. W nowej drużynie zadebiutował 7 września 2015, w wygranym 4:0 meczu z FC Crotone i z czasem stał się jej podstawowym zawodnikiem. W sezonie 2015/2016 wygrał z Cagliari rozgrywki Serie B i tym samym awansował do Serie A. W 2017 został wypożyczony do SPAL, a 1 lipca 2018 klub ten wykupił go za kwotę 1,84 mln euro. W styczniu 2021 wrócił do Poznania i został na zasadach wolnego transferu zawodnikiem Lecha Poznań, z którym podpisał 3,5-letni kontrakt. 23 maja 2022 podczas organizowanej przez Ekstraklasę Gali Ekstraklasy, piłkarz został nagrodzony statuetką w kategorii obrońca sezonu 2021/22.

### Dyskwalifikacja
4 kwietnia 2023 poinformowano, że piłkarz otrzymał pozytywny wynik testu antydopingowego przeprowadzonego po, rozgrywanym 16 marca, meczu rewanżowym 1/8 finału Ligi Konferencji UEFA z Djurgårdens IF (3:0). Próbka A wykazała obecność w jego organizmie chlortalidonu, który znajduje się na liście substancji i metod zabronionych przez WADA. 13 kwietnia 2023 zawodnik został na 3 miesiące zawieszony w prawach zawodnika przez UEFA. Ostatecznie piłkarz został zawieszony na okres 8 miesięcy i do gry mógł wrócić 13 grudnia 2023 roku. Swój pierwszy mecz po zawieszeniu rozegrał 3 dni później, w zremisowanym spotkaniu z Radomiakiem Radom.

## Kariera reprezentacyjna
Salamon reprezentował Polskę w juniorskich reprezentacjach od U-15 do U-21. 24 sierpnia 2010 został przez Franciszka Smudę powołany do seniorskiej reprezentacji Polski. Zadebiutował w niej niespełna trzy lata później, 26 marca 2013 w meczu eliminacyjnym Mistrzostw Świata z reprezentacją San Marino. W marcu 2016, po trzyletniej przerwie w występach w drużynie narodowej, otrzymał od selekcjonera Adama Nawałki, powołanie na towarzyskie mecze z Serbią i Finlandią. Wystąpił w obu tych spotkaniach. 30 maja 2016 znalazł się w kadrze Polski na rozgrywane we Francji Mistrzostwa Europy 2016.

## Statystyki

### Klubowe
Stan na 5 maja 2022
| Klub                 | Sezon              | Liga               | Liga  | Liga   | Liga   | Puchar kraju | Puchar kraju | Puchar kraju | Europa | Europa | Europa | Inne  | Inne   | Inne   | Suma  | Suma   | Suma   |
| Klub                 | Sezon              | Liga               | Mecze | Bramki | Asysty | Mecze        | Bramki       | Asysty       | Mecze  | Bramki | Asysty | Mecze | Bramki | Asysty | Mecze | Bramki | Asysty |
| -------------------- | ------------------ | ------------------ | ----- | ------ | ------ | ------------ | ------------ | ------------ | ------ | ------ | ------ | ----- | ------ | ------ | ----- | ------ | ------ |
| Brescia Calcio       | 2012/2013          | Serie B            | 21    | 3      | 1      | 1            | 0            | 0            | 0      | 0      | 0      | 0     | 0      | 0      | 22    | 3      | 1      |
| Brescia Calcio       | Ogólnie            | Ogólnie            | 21    | 3      | 1      | 1            | 0            | 0            | 0      | 0      | 0      | 0     | 0      | 0      | 22    | 3      | 1      |
| UC Sampdoria         | 2013/2014          | Serie A            | 2     | 0      | 0      | 1            | 0            | 0            | 0      | 0      | 0      | 0     | 0      | 0      | 3     | 0      | 0      |
| UC Sampdoria         | 2014/2015          | Serie A            | 0     | 0      | 0      | 1            | 0            | 0            | 0      | 0      | 0      | 0     | 0      | 0      | 1     | 0      | 0      |
| UC Sampdoria         | Ogólnie            | Ogólnie            | 2     | 0      | 0      | 2            | 0            | 0            | 0      | 0      | 0      | 0     | 0      | 0      | 4     | 0      | 0      |
| Delfino Pescara 1936 | 2014/2015          | Serie B            | 36    | 1      | 0      | 1            | 0            | 0            | 0      | 0      | 0      | 0     | 0      | 0      | 37    | 1      | 0      |
| Delfino Pescara 1936 | Ogólnie            | Ogólnie            | 36    | 1      | 0      | 1            | 0            | 0            | 0      | 0      | 0      | 0     | 0      | 0      | 37    | 1      | 0      |
| Cagliari Calcio      | 2015/2016          | Serie B            | 33    | 2      | 1      | 1            | 0            | 0            | 0      | 0      | 0      | 0     | 0      | 0      | 34    | 2      | 1      |
| Cagliari Calcio      | 2016/2017          | Serie A            | 15    | 0      | 1      | 2            | 0            | 0            | 0      | 0      | 0      | 0     | 0      | 0      | 17    | 0      | 1      |
| Cagliari Calcio      | Ogólnie            | Ogólnie            | 48    | 2      | 2      | 3            | 0            | 0            | 0      | 0      | 0      | 0     | 0      | 0      | 51    | 2      | 2      |
| SPAL                 | 2017/2018          | Serie A            | 22    | 0      | 0      | 0            | 0            | 0            | 0      | 0      | 0      | 0     | 0      | 0      | 22    | 0      | 0      |
| SPAL                 | Ogólnie            | Ogólnie            | 22    | 0      | 0      | 0            | 0            | 0            | 0      | 0      | 0      | 0     | 0      | 0      | 22    | 0      | 0      |
| Frosinone Calcio     | 2018/2019          | Serie A            | 20    | 0      | 0      | 1            | 0            | 0            | 0      | 0      | 0      | 0     | 0      | 0      | 21    | 0      | 0      |
| Frosinone Calcio     | Ogólnie            | Ogólnie            | 20    | 0      | 0      | 1            | 0            | 0            | 0      | 0      | 0      | 0     | 0      | 0      | 21    | 0      | 0      |
| SPAL                 | 2019/2020          | Serie A            | 7     | 0      | 0      | 1            | 0            | 0            | 0      | 0      | 0      | 0     | 0      | 0      | 8     | 0      | 0      |
| SPAL                 | 2020/2021          | Serie B            | 13    | 2      | 0      | 1            | 0            | 0            | 0      | 0      | 0      | 0     | 0      | 0      | 14    | 2      | 0      |
| SPAL                 | Ogólnie            | Ogólnie            | 20    | 2      | 0      | 2            | 0            | 0            | 0      | 0      | 0      | 0     | 0      | 0      | 22    | 2      | 0      |
| Lech Poznań          | 2020/2021          | Ekstraklasa        | 13    | 1      | 1      | 1            | 0            | 0            | 0      | 0      | 0      | 0     | 0      | 0      | 14    | 1      | 1      |
| Lech Poznań          | 2021/2022          | Ekstraklasa        | 25    | 3      | 0      | 1            | 0            | 0            | 0      | 0      | 0      | 0     | 0      | 0      | 26    | 3      | 0      |
| Lech Poznań          | Ogólnie            | Ogólnie            | 38    | 4      | 1      | 2            | 0            | 0            | 0      | 0      | 0      | 0     | 0      | 0      | 40    | 4      | 1      |
| Ogólnie w karierze   | Ogólnie w karierze | Ogólnie w karierze | 207   | 12     | 4      | 12           | 0            | 0            | 0      | 0      | 0      | 0     | 0      | 0      | 219   | 12     | 4      |

### Reprezentacyjne
(aktualne na dzień 16 czerwca 2024)
| Reprezentacja | Rok | Mecze | Bramki |
| ------------- | --- | ----- | ------ |
| Polska        |     |       |        |
| 2013          | 5   | 0     |        |
| 2016          | 4   | 0     |        |
| 2022          | 1   | 0     |        |
| 2023          | 1   | 0     |        |
| 2024          | 4   | 0     |        |
| Ogólnie       | 15  | 0     |        |

| 1.  | 26.03.2013 | Warszawa, Polska       | San Marino    | 5:0          |  | el. MŚ 2014              |
| 2.  | 04.06.2013 | Kraków, Polska         | Liechtenstein | 2:0          |  | towarzyski               |
| 3.  | 07.06.2013 | Kiszyniów, Mołdawia    | Mołdawia      | 1:1          |  | el. MŚ 2014              |
| 4.  | 14.08.2013 | Gdańsk, Polska         | Dania         | 3:2          |  | towarzyski               |
| 5.  | 10.09.2013 | Serravalle, San Marino | San Marino    | 5:1          |  | el. MŚ 2014              |
| 6.  | 23.03.2016 | Poznań, Polska         | Serbia        | 1:0          |  | towarzyski               |
| 7.  | 26.03.2016 | Wrocław, Polska        | Finlandia     | 5:0          |  | towarzyski               |
| 8.  | 06.06.2016 | Kraków, Polska         | Litwa         | 0:0          |  | towarzyski               |
| 9.  | 04.09.2016 | Astana, Kazachstan     | Kazachstan    | 2:2          |  | el. MŚ 2018              |
| 10. | 24.03.2022 | Glasgow, Szkocja       | Szkocja       | 1:1          |  | towarzyski               |
| 11. | 27.03.2023 | Warszawa, Polska       | Albania       | 1:0          |  | el. ME 2024              |
| 12. | 26.03.2024 | Cardiff, Walia         | Walia         | 0:0 (k. 5:4) |  | el. ME 2024 Baraże finał |
| 13. | 07.06.2024 | Warszawa, Polska       | Ukraina       | 3:1          |  | towarzyski               |
| 14. | 10.06.2024 | Warszawa, Polska       | Turcja        | 2:1          |  | towarzyski               |
| 15. | 16.06.2024 | Hamburg, Niemcy        | Holandia      | 1:2          |  | ME 2024                  |

## Sukcesy
Lech Poznań
- Mistrzostwo Polski:2021/22, 2024/2025

Cagliari
- Mistrzostwo Serie B: 2015/2016

Indywidualnie
- Obrońca sezonu podczas Gali Ekstraklasy: 2022